# 倉歴峠
倉歴峠（くらふとうげ）は、滋賀県甲賀市甲賀町五反田と三重県伊賀市柘植町を結ぶ峠。標高250m。近江と伊賀とを結ぶ。現在は滋賀県道・三重県道4号草津伊賀線が通過する。「油日（あぶらひ）越」「与土（よどの）越」とも呼ぶ。大津に都が置かれた時は「倉歴道」と呼ばれた。
673年、壬申の乱において大海人皇子が多品治（おおのほんじ）に命じて三千の兵をここに駐屯させ、田中足麻呂に倉歴道を守らせた。
794年（延暦13年）、桓武天皇の平安京への遷都とともに東海道は京都から近江へ出て、草津付近で東山道と分かれ、倉歴から加太峠を経て東国へ向かう道筋が設けられた。886年（仁和2年）に鈴鹿峠経由で関に至る「阿須波（あすは）越」が東海道として開かれるまで、東西交通の主要路であった。1184年（元暦元年）7月、治承・寿永の乱で伊賀・伊勢の平家方が国境から近江に侵攻し、油日で佐々木秀義と戦っている。
東海道が鈴鹿峠を通るようになると、杣街道というようになり、杣川沿いに走り甲賀と伊賀を結ぶ生活の足として機能した。明治期になり、関西鉄道（現在の草津線）が倉歴峠付近に敷設されている。
倉歴という名前は、三重県伊賀市柘植町の倉部集落や周辺を流れる倉部川に残っている。